# Evgheni Aleinikov
Evgheni Aleinikov (în rusă Евгений Алейников; n. 29 mai 1967, Ordjonikidze, RSFS Rusă, URSS – d. 7 decembrie 2024) a fost un trăgător de tir ce a reprezentat Rusia, medaliat olimpic. A participat la două ediții ale Jocurilor Olimpice (1996, 2000) în care a câștigat o medalie de bronz.